# Alessandra Resende
Pour les articles homonymes, voir Resende.
Alessandra Nobre Resende  (née le 5 mars 1975 à Mauá) est une athlète brésilienne, spécialiste du lancer du javelot. 

## Biographie

### Palmarès
| Date | Compétition                    | Lieu           | Résultat | Performance |
| ---- | ------------------------------ | -------------- | -------- | ----------- |
| 2001 | Championnats d'Amérique du Sud | Manaus         | 2e       | 50,83 m     |
| 2003 | Championnats d'Amérique du Sud | Barquisimeto   | 2e       | 57,01 m     |
| 2005 | Championnats d'Amérique du Sud | Cali           | 1re      | 56,06 m     |
| 2006 | Championnats ibéro-américains  | Ponce          | 1re      | 55,12 m     |
| 2007 | Championnats d'Amérique du Sud | São Paulo      | 1re      | 57,75 m     |
| 2007 | Jeux panaméricains             | Rio de Janeiro | 5e       | 57,95 m     |
| 2008 | Championnats ibéro-américains  | Iquique        | 1re      | 56,59 m     |
| 2009 | Championnats d'Amérique du Sud | Lima           | 1re      | 56,36 m     |
| 2011 | Championnats d'Amérique du Sud | Buenos Aires   | 3e       | 54,61 m     |

### Records
| Épreuve           | Performance | Lieu               | Date         |
| ----------------- | ----------- | ------------------ | ------------ |
| Lancer du javelot | 59,58 m     | São Caetano do Sul | 17 mars 2007 |